# Финтел
Финтел (њем. Fintel) општина је у њемачкој савезној држави Доња Саксонија. Једно је од 57 општинских средишта округа Ротенбург (Виме). Према процјени из 2010. у општини је живјело 2.892 становника. Посједује регионалну шифру (AGS) 3357015.

## Географски и демографски подаци
Финтел се налази у савезној држави Доња Саксонија у округу Ротенбург (Виме). Општина се налази на надморској висини од 43 метра. Површина општине износи 36,1 km². У самом мјесту је, према процјени из 2010. године, живјело 2.892 становника. Просјечна густина становништва износи 80 становника/km².